# Oberweg
Oberweg är en ort i kommunen Judenburg i distriktet Murtal i förbundslandet Steiermark i Österrike. Oberweg var tidigare en självständig kommun, men blev den 1 januari 2015 en del av kommunen Judenburg. I kommunen ingick även orten Ossach.